# Muurachterlichtmos
Muurachterlichtmos (Schistidium crassipilum) is een soort mos uit het geslacht achterlichtmos (Schistidium). Deze steenbewoner is pioneer op baserijke steen. Het is een algemeen voorkomende soort van tuinmuurtjes, basaltglooiingen en oud beton. 

## Determinatie
Kenmerkend zijn de duidelijke centrale cilinder in de stengel en de cellen van de kapselwand, die voor het overgrote deel langer dan breed zijn. Het is zeer variabel in uiterlijk: in hetzelfde kussentje kunnen naast stengels met blaadjes die voorzien zijn van getande en langs de bladranden aflopende glasharen ook stengels voorkomen met blaadjes zonder glasharen of met heel korte, niet langs de bladranden aflopende glasharen. De zwartgroene stelen zijn vaak bijna helemaal zwart als ze droog zijn en hebben een lengte van 1 tot 4 cm.
De bladeren zijn breed lancetvormig, eindigend in een glasachtig haar, maar niet zo lang dat het met het blote oog te zien is. De bladnerf loopt door tot in het glashaar. De gehele bladrand, die hooguit getand is in het gebied van het glasachtig haar, is vaak opgerold tot in de bovenste helft van het blad. De cellen van de bladschijf zijn in het bovenste deel van het blad even breed als lang, in het onderste deel langer dan breed.
De seta is zo kort dat het bruine, ronde kapsel bijna geheel in de bladeren verzonken is. De columella valt eruit met het capsuledeksel, zodat de geopende capsules erg wijd open staan.
Het verschilt van het gebogen achterlichtmos (Schistidium apocarpum) door de rechte blaadjes met slechts in het onderste deel van het blad omgebogen bladranden.

## Verspreiding
Muurachterlichtmos kent een kosmopolitische verspreiding. Het is wijdverbreid en algemeen in Centraal-Europa op muren, mortel of beton en wordt samen met gewoon muisjesmos (Grimmia pulvinata) zelfs in binnensteden gevonden.
In Nederland komt het algemeen voor. Het is niet bedreigd en staat niet op de rode lijst.

## Foto's

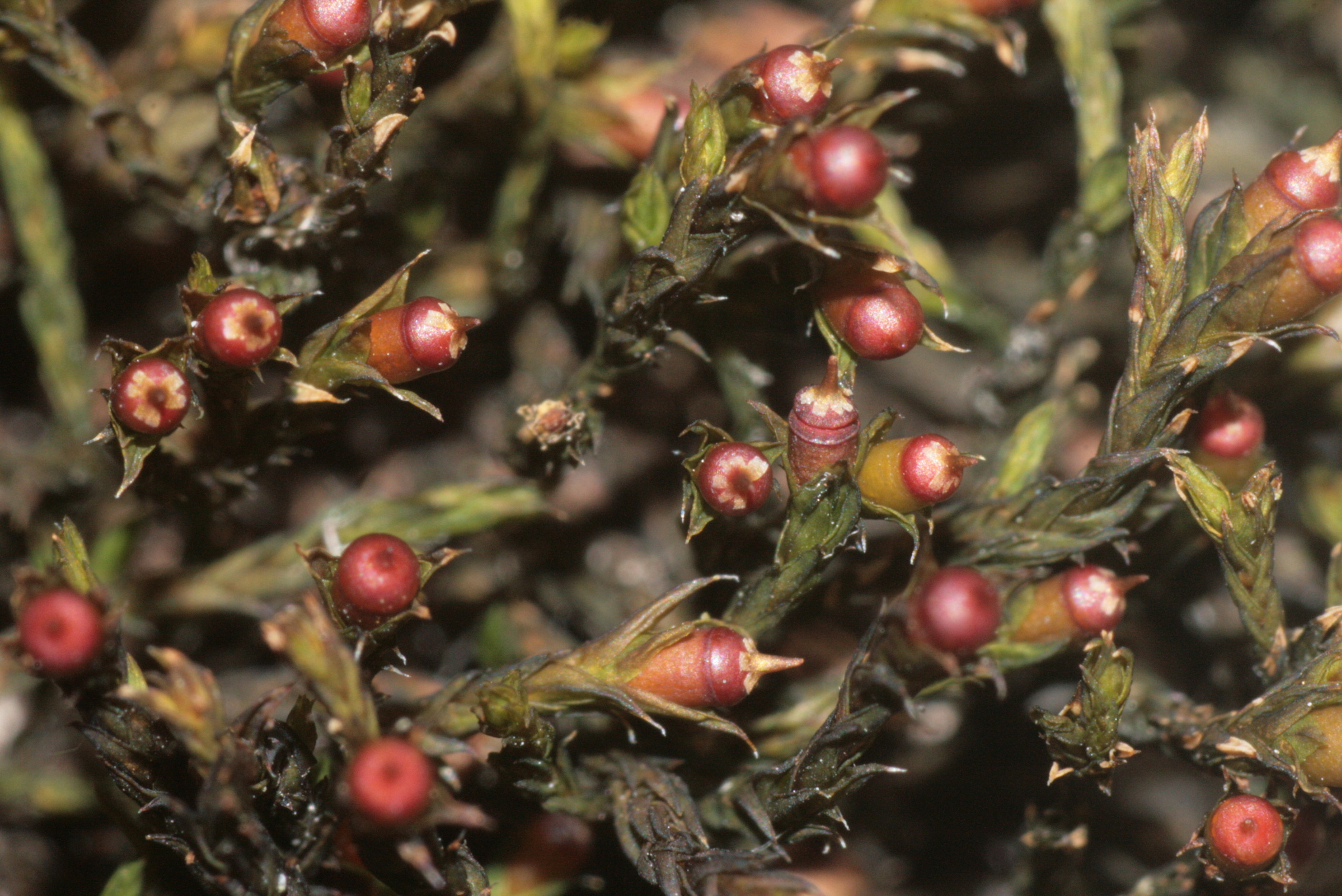
Sporenkapsels
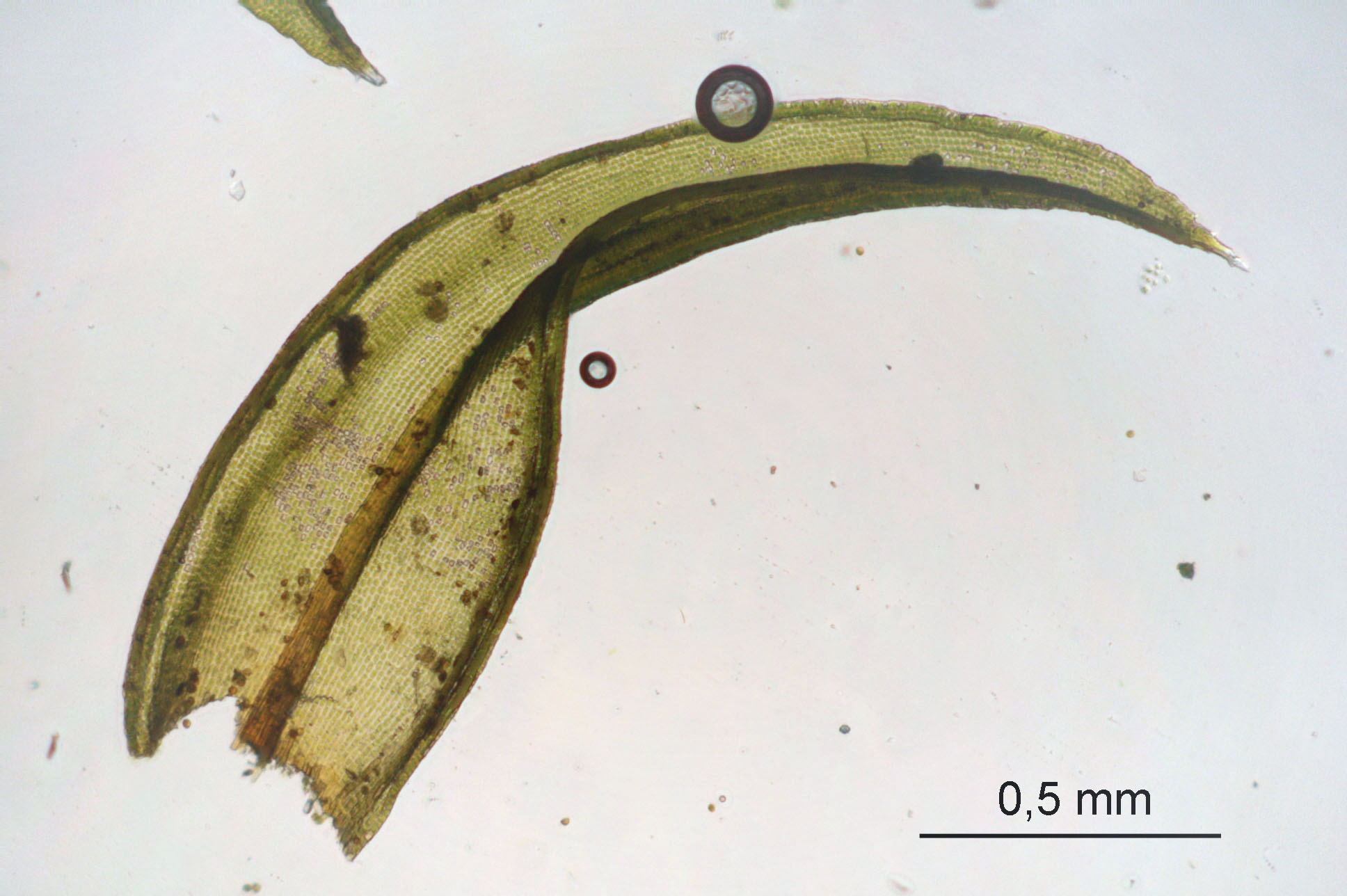
Blad
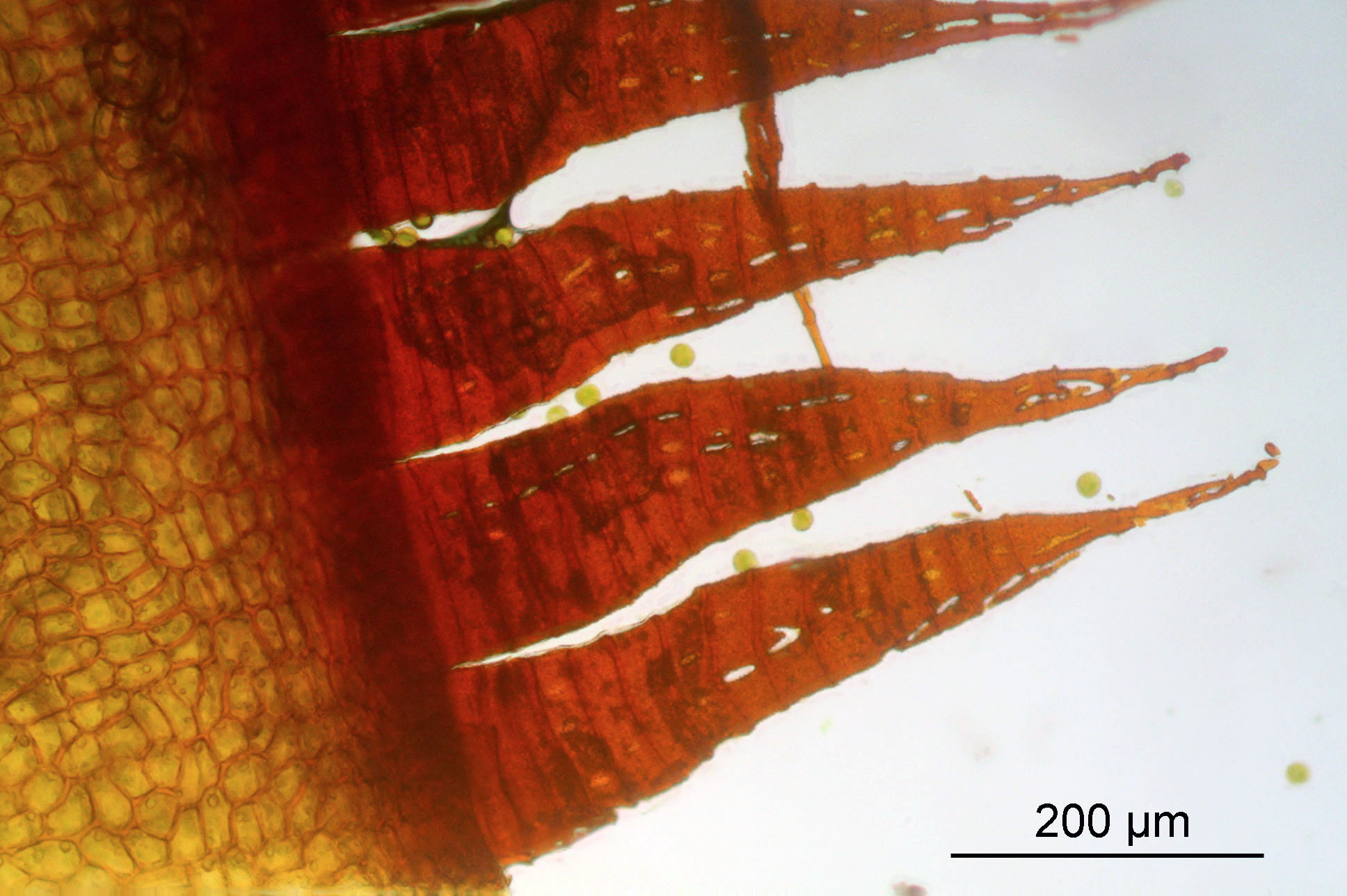
Peristoomtanden
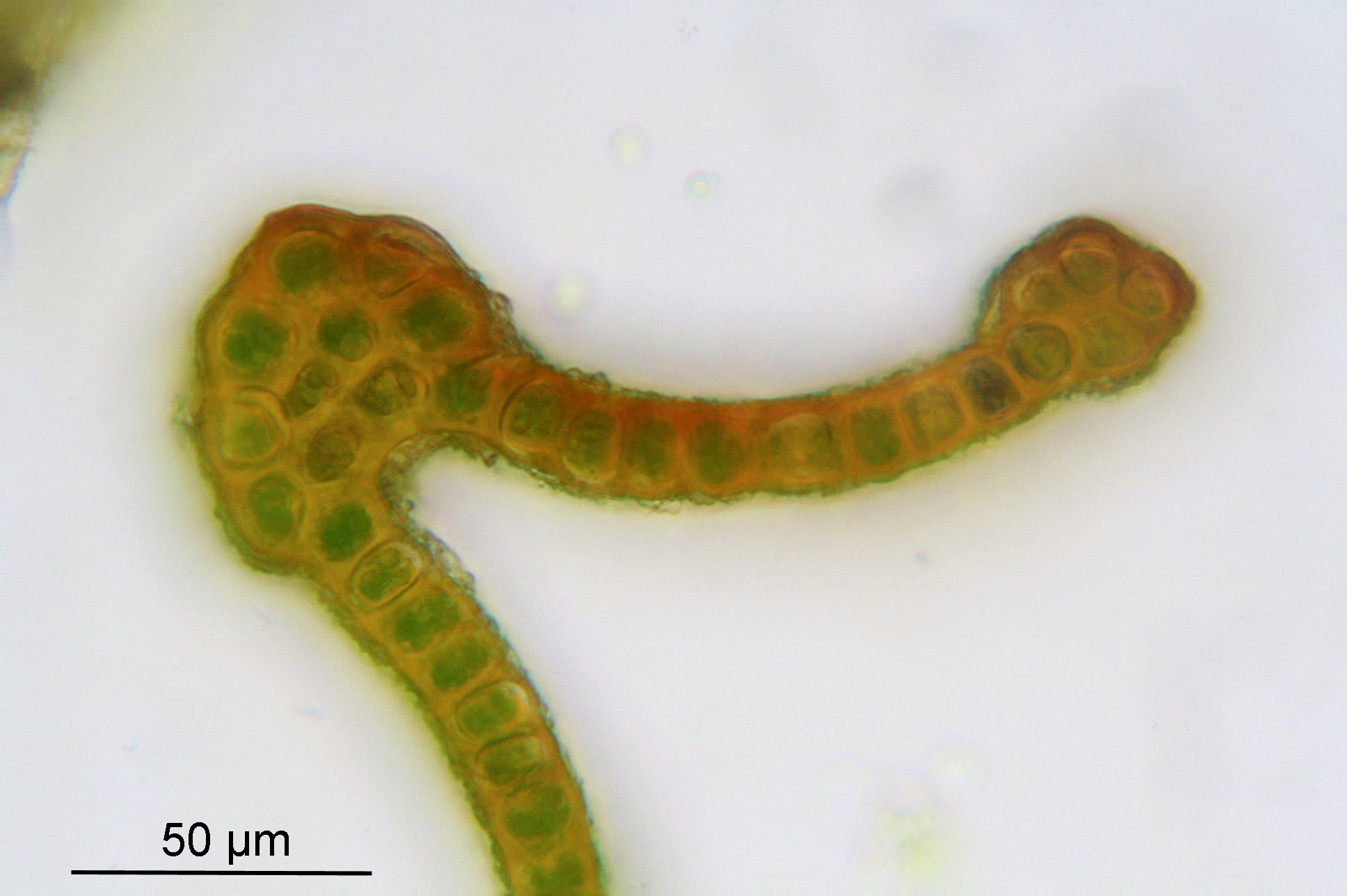
Bladdoorsnede
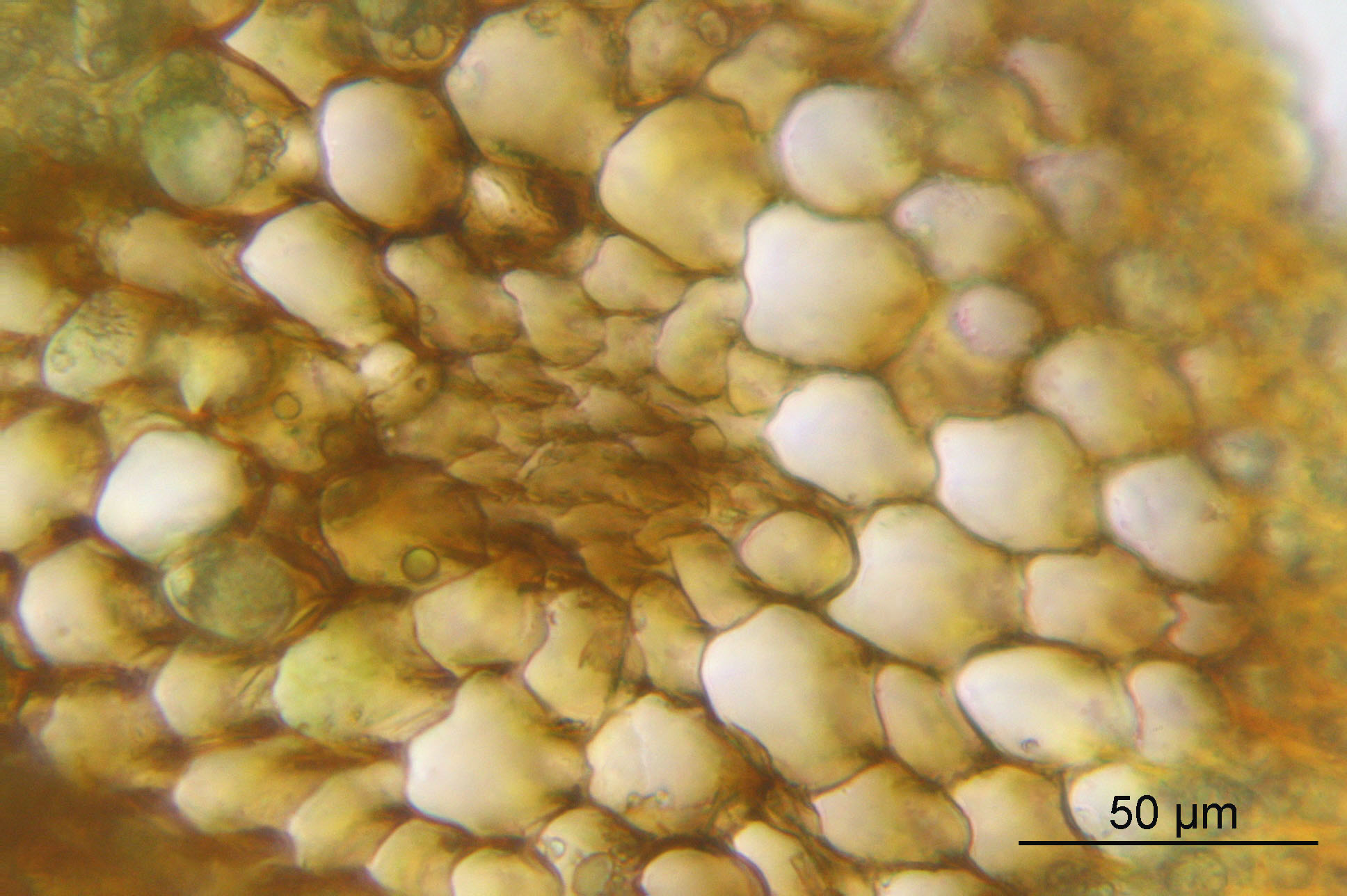
Stengeldoorsnede
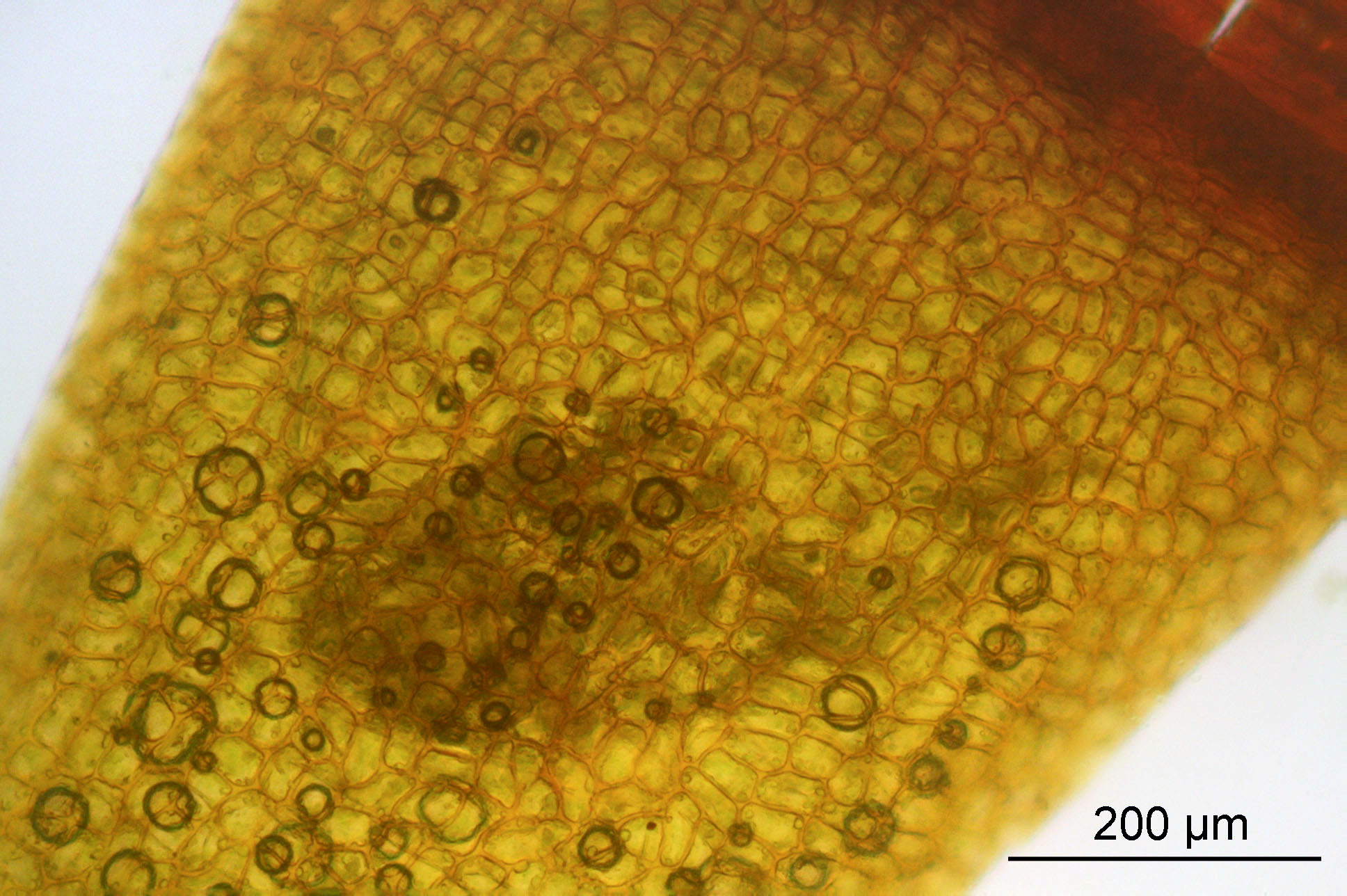
Sporenkapsel (epidermis)
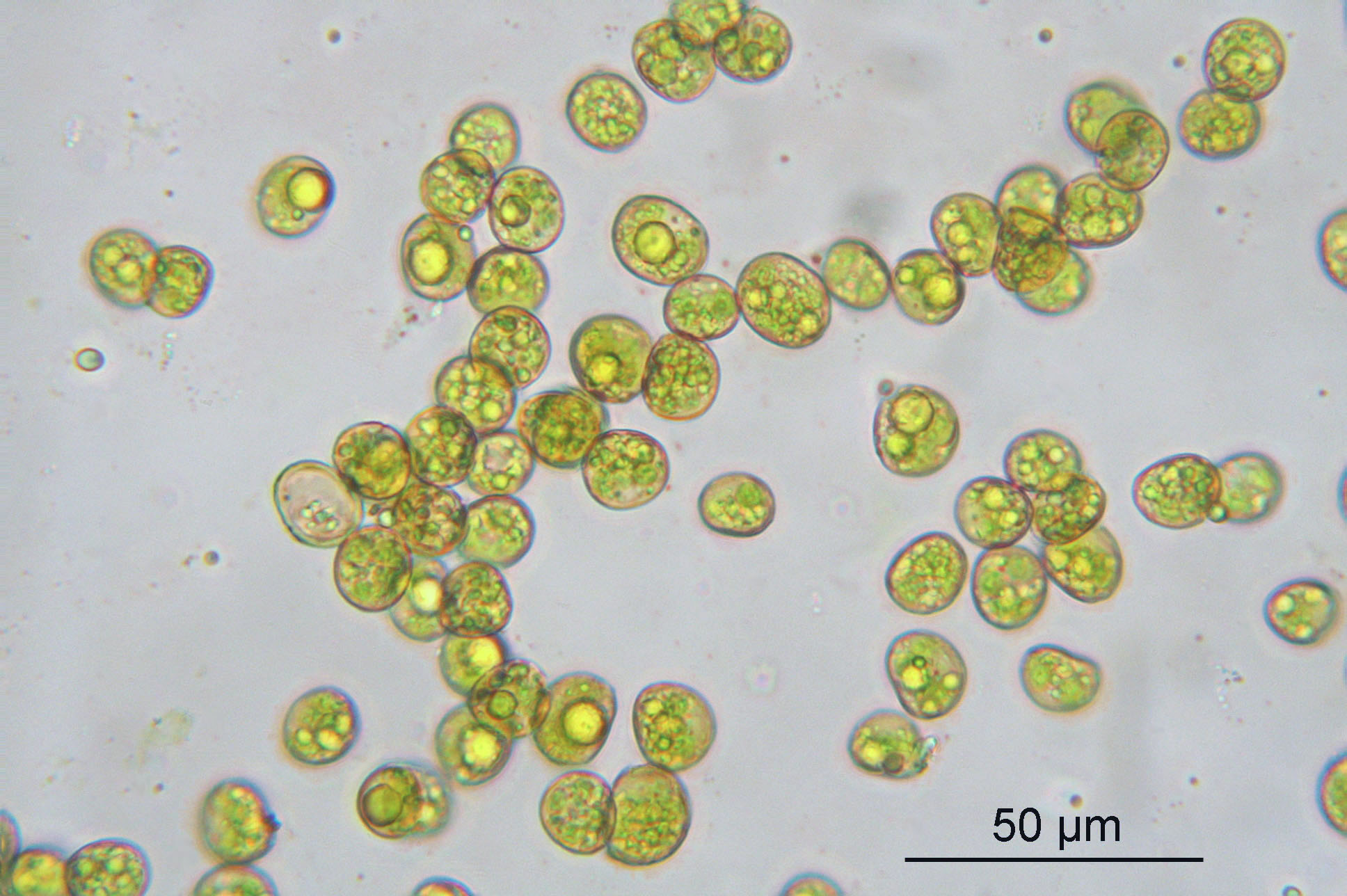
Sporen